# Бодуен, принц Бельгії
Бодуен Леопольд Філіп Марія Карл Антон Йосип Людовик (нім. Baudouin Léopold Philippe Marie Charles Antoine Joseph Louis von Belgien; 3 червня 1869, Брюссель — 23 січня 1891, Брюссель) — принц Бельгії, герцог саксонський, принц Саксен-Кобург-Готський. Старший син графа Фландрії Філіппа Бельгійського, молодшого брата короля Бельгії Леопольда II.
Після смерті єдиного сина Леопольда II, Леопольда Фердинанда, в 1869 році в Бельгії постало питання про престолонаслідування. Леопольд II вважав свого брата Філіппа, графа Фландрії, мало підходящим кандидатом: Філіпп мав проблеми зі слухом і був лише трохи молодшим за самого Леопольда. Тому офіційним спадкоємцем був обраний старший син Філіпа принц Бодуен.
Принцеса Клементина, молодша дочка Леопольда II, була, як випливає з її листування з сестрою Стефанією, закохана в Бодуена. Король ідею шлюбу Клементини і Бодуена підтримував, вважаючи, що Клементина буде гідною королевою, а газети навіть міркували про заручини. Самому ж Бодуену, так само як і його батькові, подібний шлюб здавався малопривабливим.
Про характер Бодуена до нас дійшли різні думки. Його сестра, принцеса Генрієтта, вважала його близьким до святості, в той час як їх мати — недостатньо мужнім і надмірно скромним. Коли сестра Бодуена Генрієтта захворіла на грип, за яким послідувало запалення легень, принц несамовито молився за її здоров'я, в результаті чого 17 січня застудився під час молитви і захворів сам. 22 січня в нього стався крововилив у нирки, 23 січня він помер.
Інформацію про смерть принца було вирішено приховати від преси щоб не затьмарювати звістку про одужання принцеси Генрієтти. В силу цього навколо смерті принца пішли всілякі чутки, навіяні смертю кронпринца Австрії, що сталася за два роки до цього в Майерлінгі. Так Генрієтта згадує слух, що принц загинув на дуелі.
Принц Бодуен похований в королівській усипальниці під церквою Діви Марії в Лакені.